# پاتس پوینت (نیو ساوت ولز)
پاتس پوینت (به انگلیسی: Potts Point) یک حومه شهر در استرالیا است که در City of Sydney واقع شده‌است.